# 破格構文
破格構文（はかくこうぶん、英語：anacoluthon）とは修辞技法の一種で、ざっと「1つの文の中での構文の変化」と定義されるもの。とくに、文がある構造から別の構造に急に変わる時に、破格構文は作られる。
Agreements entered into when one state of facts exists — are they to be maintained regardless of changing conditions?
（それらの協定はある情勢の時に提出された……それらは状況の変化にかかわらず維持されるべきか?）
-- ジョン・ディーフェンベーカー（John Diefenbaker）。
破格構文の解釈・使われ方は分野によって異なる。
- 文法的には、誤りである。
- 修辞学では、興奮、困惑または不精を表す文彩である。
- 詩学（Poetics）では、時に「劇的独白」（Dramatic monologue）や「詩劇（韻文劇）」（verse drama）の中で用いられる。
- 散文では、ジェイムズ・ジョイスの作品のような「意識の流れ」に使われることが多い。なぜならそれが会話体の人間の思考の特徴だからである。

## 概略
最も限定的な意味で、破格構文は、文の導入の要素に固有の目的語または補語を欠いていることが必要とされる。たとえば、もし文のはじまりに主語と動詞が用意されても、文がその構造を変えるならば、直接目的語は与えられず、その結果が破格構文である。本質的に破格構文は、明示されたものから言外の言葉まで、主語または動詞の変化を求められる。文は完成されていてはならない。主要部を欠いた、主語を伴わずその代わりに補語または目的語を与える文は「anapodoton」である。
文彩として、とくに詩で、破格構文は読者の注意を構文それ自体に向け、意味の対象よりむしろ意味の構造を強調する。それゆえに破格構文は、ある種の詩からは敬遠される傾向がある。

## 語源
「anacoluthon」という語は、ギリシャ語の「anakolouthon」（an（接頭辞。「〜でない」）+akolouthos（語根。「続くもの」の派生語）に由来し、それは偶然にも論理学におけるラテン語句「non sequitur」の意味と同じである。しかし、古典修辞学では、破格構文は、
- 「non sequitur」の論理的な誤り
- 予想された続きの変更、あるいは新しいものか妥当でないものになる統語的効果あるいは誤り

の両方に対して用いられた。

## 言葉の使用
「破格構文」という語は主に学究的な文脈の中で用いられる。なかでもよく出てくるのが修辞学ないしは詩学においてである。逆に、Henry Watson Fowler&Francis George Fowler著の英語についてのスタイルガイド『The King's English』では、「破格構文」を重大な文法上の誤りとしている。